# Élections générales espagnoles de 2023 au Pays basque
Les élections générales espagnoles de 2023 (en espagnol : Elecciones generales de España de 2023) se tiennent le 23 juillet 2023 afin d'élire les 350 députés et 208 des 266 sénateurs de la XVe législature des Cortes Generales. 18 députés sont élus au Pays basque.

## Résultats

### Total régional
| Parti                  | Parti                                                   | Voix      | %     | +/-  | Sièges | +/-           |  |
| ---------------------- | ------------------------------------------------------- | --------- | ----- | ---- | ------ | ------------- |  |
|                        | Parti socialiste ouvrier espagnol (PSOE)                | 291 932   | 25,27 | 6,06 | 5      | 1             |  |
|                        | Parti nationaliste basque (EAJ/PNV)                     | 277 289   | 24,00 | 8,01 | 5      | 1             |  |
|                        | Euskal Herria Bildu (EH Bildu)                          | 276 175   | 23,90 | 5,23 | 5      | 1             |  |
|                        | Parti populaire (PP)                                    | 133 466   | 11,55 | 2,70 | 2      | 1             |  |
|                        | Sumar                                                   | 128 234   | 11,10 | 5,05 | 1      | 2             |  |
|                        | Vox                                                     | 30 519    | 2,64  | 0,19 | 0      | en stagnation |  |
|                        | Parti animaliste contre la maltraitance animale (PACMA) | 5 070     | 0,44  | 0,15 | 0      | en stagnation |  |
|                        | Front ouvrier (FO)                                      | 1 813     | 0,16  | Nv.  | 0      | en stagnation |  |
|                        | Sièges en blanc (EB)                                    | 1 552     | 0,13  | 0,08 | 0      | en stagnation |  |
|                        | Recortes Cero                                           | 1 152     | 0,10  | 0,04 | 0      | en stagnation |  |
|                        | Autres partis                                           | 2 101     | 0,18  | -    | 0      | -             |  |
|                        | Vote blanc                                              | 6 118     | 0,53  | 0,03 |        |               |  |
|                        |                                                         |           |       |      |        |               |  |
| Suffrages exprimés     | Suffrages exprimés                                      | 1 155 421 | 99,23 |      |        |               |  |
| Votes nuls             | Votes nuls                                              | 9 026     | 0,77  |      |        |               |  |
| Total                  | Total                                                   | 1 164 447 | 100   | -    | 18     | en stagnation |  |
| Abstention             | Abstention                                              | 624 623   | 34,91 |      |        |               |  |
| Inscrits/Participation | Inscrits/Participation                                  | 1 789 070 | 65,09 |      |        |               |  |

### Álava
| Parti                  | Parti                                                   | Voix    | %     | +/-  | Sièges | +/-           |  |
| ---------------------- | ------------------------------------------------------- | ------- | ----- | ---- | ------ | ------------- |  |
|                        | Parti socialiste ouvrier espagnol (PSOE)                | 46 775  | 27,66 | 5,72 | 1      | en stagnation |  |
|                        | Euskal Herria Bildu (EH Bildu)                          | 32 987  | 19,51 | 3,44 | 1      | en stagnation |  |
|                        | Parti populaire (PP)                                    | 30 212  | 17,87 | 2,94 | 1      | 1             |  |
|                        | Parti nationaliste basque (EAJ/PNV)                     | 28 075  | 16,60 | 6,97 | 1      | en stagnation |  |
|                        | Sumar                                                   | 21 561  | 12,75 | 3,75 | 0      | 1             |  |
|                        | Vox                                                     | 6 573   | 3,89  | 0,13 | 0      | en stagnation |  |
|                        | Parti animaliste contre la maltraitance animale (PACMA) | 773     | 0,46  | 0,21 | 0      | en stagnation |  |
|                        | Sièges en blanc (EB)                                    | 619     | 0,37  | Abs. | 0      | en stagnation |  |
|                        | Front ouvrier (FO)                                      | 354     | 0,21  | Nv.  | 0      | en stagnation |  |
|                        | Recortes Cero                                           | 185     | 0,11  | 0,13 | 0      | en stagnation |  |
|                        | Parti communiste des travailleurs espagnols (PCTE)      | 165     | 0,10  | 0,03 | 0      | en stagnation |  |
|                        | Pour un monde + juste (PUM+J)                           | 106     | 0,06  | 0,13 | 0      | en stagnation |  |
|                        | Vote blanc                                              | 722     | 0,43  | 0,10 |        |               |  |
|                        |                                                         |         |       |      |        |               |  |
| Suffrages exprimés     | Suffrages exprimés                                      | 169 107 | 99,16 |      |        |               |  |
| Votes nuls             | Votes nuls                                              | 1 431   | 0,84  |      |        |               |  |
| Total                  | Total                                                   | 170 538 | 100   | -    | 4      | en stagnation |  |
| Abstention             | Abstention                                              | 89 676  | 34,46 |      |        |               |  |
| Inscrits/Participation | Inscrits/Participation                                  | 260 214 | 65,54 |      |        |               |  |

### Biscaye
| Parti                  | Parti                                                   | Voix    | %     | +/-  | Sièges | +/-           |  |
| ---------------------- | ------------------------------------------------------- | ------- | ----- | ---- | ------ | ------------- |  |
|                        | Parti nationaliste basque (EAJ/PNV)                     | 164 188 | 26,93 | 8,29 | 2      | 1             |  |
|                        | Parti socialiste ouvrier espagnol (PSOE)                | 157 448 | 25,82 | 6,69 | 2      | en stagnation |  |
|                        | Euskal Herria Bildu (EH Bildu)                          | 125 867 | 20,64 | 5,62 | 2      | 1             |  |
|                        | Parti populaire (PP)                                    | 70 533  | 11,57 | 2,75 | 1      | en stagnation |  |
|                        | Sumar                                                   | 66 592  | 10,92 | 5,85 | 1      | en stagnation |  |
|                        | Vox                                                     | 16 069  | 2,64  | 0,22 | 0      | en stagnation |  |
|                        | Parti animaliste contre la maltraitance animale (PACMA) | 2 729   | 0,45  | 0,15 | 0      | en stagnation |  |
|                        | Front ouvrier (FO)                                      | 929     | 0,15  | Nv.  | 0      | en stagnation |  |
|                        | Pour un monde + juste (PUM+J)                           | 804     | 0,13  | 0,05 | 0      | en stagnation |  |
|                        | Parti communiste des travailleurs espagnols (PCTE)      | 618     | 0,10  | 0,02 | 0      | en stagnation |  |
|                        | Recortes Cero                                           | 525     | 0,09  | 0,03 | 0      | en stagnation |  |
|                        | Vote blanc                                              | 3 391   | 0,56  | 0,04 |        |               |  |
|                        |                                                         |         |       |      |        |               |  |
| Suffrages exprimés     | Suffrages exprimés                                      | 609 693 | 99,15 |      |        |               |  |
| Votes nuls             | Votes nuls                                              | 5 251   | 0,85  |      |        |               |  |
| Total                  | Total                                                   | 614 944 | 100   | -    | 8      | en stagnation |  |
| Abstention             | Abstention                                              | 328 039 | 34,79 |      |        |               |  |
| Inscrits/Participation | Inscrits/Participation                                  | 942 983 | 65,21 |      |        |               |  |

### Guipuscoa
| Parti                  | Parti                                                   | Voix    | %     | +/-  | Sièges | +/-           |  |
| ---------------------- | ------------------------------------------------------- | ------- | ----- | ---- | ------ | ------------- |  |
|                        | Euskal Herria Bildu (EH Bildu)                          | 117 321 | 31,15 | 5,31 | 2      | en stagnation |  |
|                        | Parti socialiste ouvrier espagnol (PSOE)                | 87 709  | 23,29 | 5,18 | 2      | 1             |  |
|                        | Parti nationaliste basque (EAJ/PNV)                     | 85 026  | 22,58 | 7,92 | 2      | en stagnation |  |
|                        | Sumar                                                   | 40 081  | 10,64 | 4,34 | 0      | 1             |  |
|                        | Parti populaire (PP)                                    | 32 721  | 8,69  | 2,52 | 0      | en stagnation |  |
|                        | Vox                                                     | 7 877   | 2,09  | 0,19 | 0      | en stagnation |  |
|                        | Parti animaliste contre la maltraitance animale (PACMA) | 1 568   | 0,42  | 0,12 | 0      | en stagnation |  |
|                        | Sièges en blanc (EB)                                    | 933     | 0,25  | 0,10 | 0      | en stagnation |  |
|                        | Front ouvrier (FO)                                      | 530     | 0,14  | Nv.  | 0      | en stagnation |  |
|                        | Recortes Cero                                           | 442     | 0,12  | 0,01 | 0      | en stagnation |  |
|                        | Autres partis                                           | 408     | 0,11  | -    | 0      | -             |  |
|                        | Vote blanc                                              | 2 005   | 0,53  | 0,03 |        |               |  |
|                        |                                                         |         |       |      |        |               |  |
| Suffrages exprimés     | Suffrages exprimés                                      | 376 621 | 99,38 |      |        |               |  |
| Votes nuls             | Votes nuls                                              | 2 344   | 0,62  |      |        |               |  |
| Total                  | Total                                                   | 378 965 | 100   | -    | 6      | en stagnation |  |
| Abstention             | Abstention                                              | 206 908 | 35,32 |      |        |               |  |
| Inscrits/Participation | Inscrits/Participation                                  | 585 873 | 64,68 |      |        |               |  |